# 菲奇 (北卡羅萊納州)
菲奇（英語：Fitch）是位於美國北卡羅萊納州卡斯韋爾縣的非建制地區。

## 歷史
菲奇的郵局於1876年設立，其後於1926年停運。

## 地理
菲奇所處的海拔為高於海平面206米（即676英呎），而該地所採用的時區為UTC-5，即北美东部时区（EST）。同時該地設有夏令時間，為UTC-5調快一小時，即UTC-4（EDT）。